# ジェイ・デメリット
ジェイ・デメリット（Jay DeMerit, 1979年12月4日 - ）は、アメリカ合衆国ウィスコンシン州グリーンベイ出身の元サッカー選手。ポジションはディフェンダー。

## 経歴
高校時代は、サッカーに加えて、陸上競技とバスケットボールの選手だった。1998年に、ポートベイ高校を卒業。
イリノイ大学シカゴ校に入学すると、NCAA(全米大学体育協会)でサッカーを引き続きプレイするが、デメリットはそこでフォワードからディフェンダーにコンバートされた。彼のプレイするチームは2000年にNCAAプレイオフに進出。大学のチームと併行して、MLS、シカゴ・ファイアー傘下のシカゴ・ファイアー・プレミアでもプレイするが、大学卒業後もプロチームからの獲得オファーはなかった。そのため、友人の勧めもあり、デメリットは2003年にプロになるためイングランドに移る。これにはデメリットの祖父がデンマーク人であったため、EU内での就労許可が必要でなかったことも助けになった。イングランド渡航時、彼の所持金はわずか1800ドル。また当地で初めてプレイしたチームは当時9部に相当するリーグに所属していたサウスオール・タウンFCというクラブで、給料は週給40ポンドであった。
2004年7月、プレシーズンマッチに参加するため、デメリットは7部リーグ所属のノースウッドFCに移籍。そのノースウッドのプレシーズンマッチで、デメリットはワトフォードFC（当時はFAプレミアリーグより1つ下のリーグ、チャンピオンシップに所属）戦に出場。その試合でワトフォードの監督に好印象を与えた彼は、2週間のトライアルに参加し、そのまま1年間の契約を手にする。
2005-2006シーズン、前シーズンに引き続きワトフォードの前評判は芳しくなく、3部に相当するリーグワンへの降格が予想されていた。しかしエイドリアン・ブースロイド監督の下、ワトフォードは快進撃を続け結局3位でフィニッシュ、6チームで昇格を争うプレイオフ進出を果たした。2006年5月21日、対リーズ・ユナイテッド戦でデメリットは先制点を挙げ、マン・オブ・ザ・マッチの活躍をすると同時に、ワトフォードは3-0で勝利しプレミアリーグ昇格を決めた。
同シーズンオフ、ワトフォードはデメリットとの契約を2009年まで延長した。
2007年3月28日、グアテマラ戦に先発出場し、アメリカ代表として初キャップを記録。
2007年のシーズン終了後、ワトフォードのシーズン最優秀選手に他2人と共にノミネートされた。
2010年11月18日、バンクーバー・ホワイトキャップスに移籍した。

## 所属クラブ
- イリノイ大学シカゴ校 1998-2001
- シカゴ・ファイアー・プレミア 2001-2002
- サウスオール・タウンFC 2003-2004
- ノースウッドFC 2004.7-2004.8
- ワトフォードFC 2004.8-2010.6
- バンクーバー・ホワイトキャップス 2011-2014

## 代表歴

### 出場大会
- アメリカ代表
  - 2010 FIFAワールドカップ

### 試合数
- 国際Aマッチ 25試合 0得点（2007年-2011年）[1]

| アメリカ代表 | 国際Aマッチ | 国際Aマッチ |
| 年           | 出場        | 得点        |
| ------------ | ----------- | ----------- |
| 2007         | 6           | 0           |
| 2008         | 3           | 0           |
| 2009         | 7           | 0           |
| 2010         | 7           | 0           |
| 2011         | 2           | 0           |
| 通算         | 25          | 0           |